# 小野寺麻理子
小野寺 麻理子（おのでら まりこ、1973年2月22日 - ）は、日本の女性元声優。大阪府出身。青二プロダクションに所属していたが、1995年に引退。
なお、デューク更家公認スタイリストの小野寺MARIKO（本名：小野寺麻理子、読みは同じ）とは同姓同名の別人。

## 人物
テレビアニメ『機動戦士ガンダム』が好きで、中学生ぐらいの時に初めて職業としての声優を知り、「いいなあ、こういう仕事」と思い、憧れていた。しかし、その頃は、「自分がなりたい」、「なろう」などは全然思っていなかったという。高校3年生の卒業も間近の頃に、友人が大阪府にも青二塾大阪校があるのを教えてくれた。当時は大阪府に住んでおり、「そういう学校みたいなものは東京にしかない」と思ったが、その友人に「1カ月後にオーディションがあるよ」と言われ、「これはひょっとしたら、私を呼んでるんじゃないか?」と自分で勝手に勘違いしてしまった。その時に、運命的な出会いのようなものを感じて、「受けてみようか」と思い、受けて同塾大阪校第九期に入塾。
小野寺が声優として名が知られたのはほんのわずかな期間ではあったが、当時は第三次声優ブームのまっただ中でもあり、注目の若手声優として声優専門誌に採り上げられる機会も少なからずあった。
特に、ラジオ番組『青春ラジメニア』で小野寺がゲストに招かれた時、パーソナリティの岩崎和夫が小野寺は将来声優界を引っ張るような大物になることをほのめかすように「彼女から風を感じた」とコメントしていた。しかし、そのコメントからわずか数か月後、ゲームを中心に役も増えていき、これからという段階で小野寺は引退を宣言し、わずか2年間の声優活動に終止符を打った。その際、番組で岩崎は小野寺のことについてもう一度言及しており、「期待していたので残念ですが、彼女は彼女の考えがあってのことでしょう」とコメントしていた。
引退した明確な理由は不明だが、両親とのことが主な理由であるとも言われている。小野寺は声優を志望した当初から両親（特に母）に猛反対されており、それをどうにか説き伏せて「一人暮らしを禁じ父も同居する」「（声優としての活動を許可するのは）2年間だけ」という妥協案を両親が渋々受け入れたと、引退間近の雑誌のインタビューで答えていた。
資格・免許は小学校教諭二種免許。
4つ違いの兄がいる。

## 出演
太字はメインキャラクター。

### テレビアニメ
- 七つの海のティコ（1994年、女の子）
- 美少女戦士セーラームーンS（1994年、献血車アナ）
- ママレード・ボーイ（1994年、麻理、看護婦、弥生の友達、女性客）
- メタルファイター・MIKU（1994年、ナナ）
- アニメ世界の童話（1995年、ピルリパート王女）

### 劇場アニメ
- ろくでなしBLUES 1993（1993年、女子高生B）
- 劇場版美少女戦士セーラームーンS（1994年、スノーダンサー）

### OVA
- ツインビー ウィンビーの1/8パニック（1993年、クミコ）
- 聖ミカエラ学園漂流記II（1994年、青池久美）
- ウダウダやってるヒマはねェ!（1995年、女学生B）
- 3×3 EYES -聖魔伝説-（1995年）
- 不思議の国の美幸ちゃん（1995年）
- プライベート・アイ・ドル（1995年、メイ・スター）

### ゲーム
- 同級生（1995年、田中美沙）[注 2]
- 闘神伝2（1995年、マスター）
- ドラゴンナイト&グラフィティ（1995年、メル）
- プライベート・アイ・ドル（1995年、メイ・スター）[注 3]
- レッスルエンジェルス ダブルインパクト（1995年、ファントム珠理、ミミ吉原、沢登真美）
- エンジェルグラフィティ 〜あなたへのプロフィール〜（1996年、島津セリ）※この出演を最後に引退

### ドラマCD
- 同級生2 メモリアルミニシアター（1995年、田中美沙）

### アニメCD
- 極上パロディウス（あかねちゃん）
- とうきょうデンキ KIRAKIRA合唱団 THE TV SHOW

### ビデオ
- ヴォイスアクターSUPER Vol.1

## ディスコグラフィー
- Person（1995年7月25日）